# Gavarilla arretada
Gavarilla arretada – gatunek pająka z rodziny skakunowatych i podrodziny Salticinae.

## Taksonomia
Gatunek ten opisany został po raz pierwszy w 2006 roku przez Gustava R.S. Ruiza i Antônia D. Brescovita na łamach „Revista Brasileira de Zoologia”. Jako lokalizację typową wskazano Parque Nacional dos Lençóis Maranhenses w gminie Barreirinhas w brazylijskim stanie Maranhão. Epitet gatunkowy oznacza w lokalnym dialekcie „dobrze wykonana”.

## Morfologia
Samce osiągają od 3 do 3,9 mm długości ciała przy karapaksie długości od 1,75 do 1,95 mm, a samice od 3,75 do 5 mm długości ciała przy karapaksie długości od 1,7 do 2,1 mm.
Karapaks jest wysoki, u samca ciemnobrązowy z parą białych pasków od oczu tylno-bocznych do jego tylnej krawędzi, u samicy zaś jasnobrązowy z biało owłosionymi bokami, brązowo owłosionym wierzchem i ciemnym pasem wzdłuż środka grzbietu zaczynającym się pomiędzy oczami tylno-bocznymi i sięgającym tylnej jego krawędzi. Żółte szczękoczułki mają na przedniej krawędzi bruzdy cztery zęby. Barwa nogogłaszczków, wargi dolnej, szczęk i sternum jest żółta. Odnóża są żółte z ciemnym obrączkowaniem, a samicy żółte z jasnobrązowym obrączkowaniem.
Opistosoma (odwłok) samca jest jasnobrązowa, w przedniej połowie wierzchu nakryta ciemnobrązowym skutum. U samicy wierzch opistosomy jest ciemnobrązowy z parą kremowych kropek w przedniej połowie oraz parą kremowych plamek i czterema kremowymi kropkami w połowie tylnej, jej boki i spód natomiast są całe kremowe. Przednie kądziołki przędne są żółte, a tylne jasnobrązowe.
Genitalia samicy cechują się płytką płciową o pośrodkowo umieszczonym U-kształtnym przedsionku oraz zafalowanej tylnej krawędzi, a wulwą o dalej od siebie umieszczonych spermatekach niż u G. ianuzziae. Nogogłaszczki mają rozwidloną na dwie gałęzie z silnie rozwiniętymi, falistymi kolcami apofizę retrolateralną goleni, krótszą niż u G. ianuzziae apofizę wentralną goleni oraz mniejszy niż u wspomnianego gatunku wyrostek przednio-boczny u nasady zaostrzonego embolusa.

## Ekologia i występowanie
Gatunek neotropikalny, południowoamerykański, endemiczny dla stanu  stanie Maranhão w Brazylii. Zamieszkuje cechującą się umiarkowanie nasiloną porą suchą formację cerrado.